# 世田谷区立若林小学校
世田谷区立若林小学校（せたがやくりつわかばやししょうがっこう）は、東京都世田谷区若林五丁目にある日本の公立小学校。

## 概要
明治4年4月3日（グレゴリオ暦1871年5月21日）に開校した太子堂郷学所を起源とする。東京都内有数の長い歴史を持つ学校であり、2013年時点では東京都内で2番目に古い小学校とされ、現在（2023年時点）は152周年となっている。

## 教育目標
- やさしい子ども
- よく考える子ども
- がんばる子ども

## 特別支援学級
特別支援学級「すまいるルーム」がある。

## 沿革
- 1871年（明治4年）4月 - 太子堂郷学所として開校。
- 1873年（明治6年）12月 - 第二中学校四番小学校荏原学校と改称。
- 1874年（明治7年）1月 - 開校式挙行。当時の児童数は90名。
- 1881年（明治14年）5月 - 東京府荏原尋常小学校と改称。
- 1900年（明治33年）12月 - 校舎3棟焼失（円泉寺で授業）。
- 1902年（明治35年） - 現在地に校舎竣工。
- 1932年（昭和7年）10月 - 東京市荏原尋常小学校と改称。
- 1941年（昭和16年）4月 - 国民学校令により、東京府東京市若林国民学校と改称。
- 1943年（昭和18年）7月1日 - 東京府と東京市が統合した東京都制施行により、東京都若林国民学校と改称。
- 1944年（昭和19年）9月 - 戦局の悪化により、新潟県柏崎市に集団疎開。
- 1947年（昭和22年）4月 - 学制改革（新学制）により、東京都世田谷区立若林小学校と改称。
- 1965年（昭和40年）3月 - 鉄筋3階建校舎竣工（普通教室8、他）。
- 1966年（昭和41年）3月 - 鉄筋3階建校舎竣工（普通教室9）。
- 1967年（昭和42年）8月 - プール竣工。
- 1968年（昭和43年）3月 - 鉄筋3階建校舎竣工（普通教室4、他）、体育館竣工。
- 1969年（昭和44年）3月 - 鉄筋3階建校舎竣工（普通教室2、他）。
- 1971年（昭和46年）10月 - 鉄筋3階建校舎竣工（普通教室3、他）。創立100周年記念式典挙行。
- 1979年（昭和54年）8月 - 校庭整備。
- 1981年（昭和56年）10月 - 創立110周年記念式典挙行。
- 1982年（昭和57年）8月 - 校舎窓枠アルミサッシ化。
- 1983年（昭和58年）3月 - 校舎外壁塗装。
- 1988年（昭和63年）8月 - 校庭コンクリート歩道竣工。
- 1990年（平成2年）
  - 3月 - 理科園竣工。
  - 8月 - 理科室床・受水槽給水施設の改修。FF暖房機・冷房機設置。
- 1991年（平成3年）10月 - 創立120周年記念式典挙行。
- 1992年（平成4年）8月 - 校舎外壁塗装・屋上床面・フェンス改修。
- 1993年（平成5年）10月 - 給食室・擁壁改修。
- 1994年（平成6年）
  - 3月 - 派出所跡地を譲渡される。同月、生ゴミ分解処理機設置。
  - 11月 - 体育館改修。
- 1995年（平成7年）
  - 5月 - 投的板改修。
  - 6月 - プール一部改修。
  - 8月 - 校庭舗装。
- 1996年（平成8年）
  - 8月 - 会議室改修。
  - 11月 - 創立125周年記念航空写真撮影。
  - 12月 - 飼育小屋新設。
- 2000年（平成12年）9月 - ランチルーム完成。
- 2001年（平成13年）12月 - 創立130周年記念式典挙行。
- 2004年（平成16年）8月 - 校庭改修。
- 2006年（平成18年）5月 - 創立135周年。
- 2008年（平成20年） - つばさ学級開設。体育館耐震工事実施。
- 2011年（平成23年）
  - 日付不明 - 世田谷杜の学び舎（世田谷9年教育グループ）の一校となる。地域運営学校に指定される。若林小学校と若林の郷土歴史資料館を設置。
  - 12月3日 - 創立140周年記念式典挙行し、祝賀会開催。
- 2012年（平成24年）10月 - 新トイレ完成。
- 2013年（平成25年）
  - 2月 - 世田谷9年教育パイロット校研究発表。
  - 8月 - 防火扉設置。
- 2014年（平成26年）9月 - 本校を題材にした番組「ようこそ先輩」（NHK総合）放映
- 2016年（平成28年）4月 - オリンピック・パラリンピック教育推進校。
- 2019年（平成31年・令和元年）
  - 1月 - 世田谷9年教育研究開発校研究発表。
  - 8月 - 校舎の老朽化により、世田谷区若林5丁目38-1から、旧若林中学校跡地（現在地）に新校舎を建設し、移転。
  - 11月2日 - 新校舎落成記念式典挙行し、祝賀茶話会開催。
- 2021年（令和3年）
  - 7月10日 - 創立150周年記念集会開催。
  - 11月13日 - 創立150周年記念式典挙行。
  - 11月20日 - 若林祭『～おめでとう150周年～』開催。

### この節の出典
- 学校の沿革（学校ホームページ内）

## 最寄りの交通

### 電車
- 小田急電鉄小田原線梅ヶ丘駅（南口）から、徒歩約1.1 km・約16分（学校ホームページ内には徒歩14分と記載）。
- 東急電鉄世田谷線若林駅から、徒歩約480m・約8分（学校ホームページ内には徒歩11分と記載）。

### バス
- 東急バス
  - 「森91」系統で、「若林陸橋北口」バス停下車後、徒歩約700m・約11分。
  - 「渋52」系統で、「若林」バス下車後、徒歩約620m・約10分。
    - なお、直線距離は近いが、道路の関係で、やや遠回りとなる。

## クラブ活動
高学年（4・5・6年生）が行う。基本的に、月に2・3回、水曜日の6時間目に行われ、入ることが義務とされている。低学年（1・2・3年生）は入れない。

## 委員会活動
委員会は5・6年生が担当する。代表委員会は高学年の男女一人ずつで運営される。

## 行事

### 独自の行事
2月前後に、地域の餅つき会の方の協力のもと、餅つき大会を行っている。ついた餅は父母が手伝い、児童等で食べる。

## 募金活動
例年
- 緑の募金
- ユニセフ募金
- 赤い羽根募金

過去
- 2011年東北地方太平洋沖地震の災害募金。

## 記念物
2008年6月に世田谷区出身の宇宙飛行士・星出彰彦が東京都から提供を受けた駒沢オリンピック公園のケヤキの種子約1,300粒を宇宙で種の状態から成長させ地上へ持ち帰った「宇宙ケヤキ」がある。これは立川市の農林総合研究センターで苗木に育てた後で東京都内の公園および小学校に植樹されたもののひとつであり、2011年3月23日に、6年生によって学校の140周年記念の木として植樹式が行われた。

## 学校周辺
- 世田谷区立世田谷保育園 - 同一敷地内で、かつ進級前保育園のひとつ。
- 東京都道423号渋谷経堂線
- 若林五丁目緑と子ども公園
- 児童館
- 世田谷区立世田谷中学校
- 世田谷区立山崎小学校
- 松陰神社
- 若林公園
- 国士舘大学
- 国士舘中学校・高等学校

## 卒業生
- 山田五郎
- ほしのあき